# アンディ・リスティ
アンディ・リスティ（Andy Ristie、1982年3月17日 - ）は、スリナム出身の男性キックボクサー。GLORYライト級トーナメント2013王者。

## 概要
ファイティングファクトリーカルビン（FFC）ジム所属。いくつかのマイナー団体を経てK-1 WORLD MAXに参戦。トップ選手に対してはなかなか勝てない試合が続いたが、旧K-1崩壊後にGLORYに参戦し、2012年以降戦績は一変。アルバート・クラウスやジョルジオ・ペトロシアン（ペトロシアンは初のKO負け）、ロビン・ファン・ロスマレンなどのK-1時代からの強豪に連勝し、ライト級王者となった。

## 経歴
2013年11月23日、GLORY 12: New Yorkで行われた4人制ライト級トーナメントの準決勝にてジョルジオ・ペトロシアンと対戦。3Rに左フックでダウンを奪いKO勝利。
同日、ライト級トーナメント決勝戦にて、ロビン・ファン・ロスマレンと対戦。1Rにダウンを奪うと2Rに左フックでKO勝利。GLORYライト級トーナメント2013を制覇した。リスティは「優勝したことよりもペトロシアンを倒したことが嬉しい」と語っている。
2014年3月8日、GLORY 14: Zagrebにてダビッド・キリア（デビッド・キリア）と対戦。2Rに膝蹴りでダウンを奪うも、5Rにダウンを3度奪われKO負けを喫した。

## 戦績
| キックボクシング 戦績 | キックボクシング 戦績 | キックボクシング 戦績 | キックボクシング 戦績 | キックボクシング 戦績 | キックボクシング 戦績 | キックボクシング 戦績 |
| --------------------- | --------------------- | --------------------- | --------------------- | --------------------- | --------------------- | --------------------- |
| 49 試合               | (T)KO                 | 判定                  | その他                | 引き分け              | 無効試合              |                       |
| 44 勝                 | 23                    | 21                    | 0                     | 1                     | 0                     |                       |
| 4 敗                  | 1                     | 3                     | 0                     | 1                     | 0                     |                       |

| 勝敗 | 対戦相手                   | 試合結果                                | 大会名                                  | 開催年月日     |
| ×    | ダビッド・キリア           | 5R 2:22 KO（パンチ連打、3ノックダウン） | GLORY 14: Zagreb                        | 2014年3月8日   |
| ○    | ロビン・ファン・ロスマレン | 2R 1:45 KO（左フック）                  | GLORY 12: New York                      | 2013年11月23日 |
| ○    | ジョルジオ・ペトロシアン   | 3R 0:23 KO（左フック）                  | GLORY 12: New York                      | 2013年11月23日 |
| ×    | アンディ・サワー           | 3R終了 判定0-3                          | K-1 WORLD MAX 2012 FINAL 8 【準々決勝】 | 2012年12月15日 |
| ○    | ドラゴ                     | 3R終了 判定3-0                          | K-1 WORLD MAX 2012 FINAL 16             | 2012年5月27日  |

## 獲得タイトル
- GLORYライト級2013王者
- UMC世界70kg級王者
- WKN世界70kg級王者